# Casa de Jaume Vergers del 79 del carrer de Sant Joan
|  | No s'ha de confondre amb Casa de Jaume Vergers del 73 del carrer de Sant Joan. |

La Casa de Jaume Vergers del 79 del carrer de Sant Joan és un edifici medieval de la vila de Vilafranca de Conflent, a la comarca del Conflent, a la Catalunya del Nord. És un edifici inventariat com a monument històric.

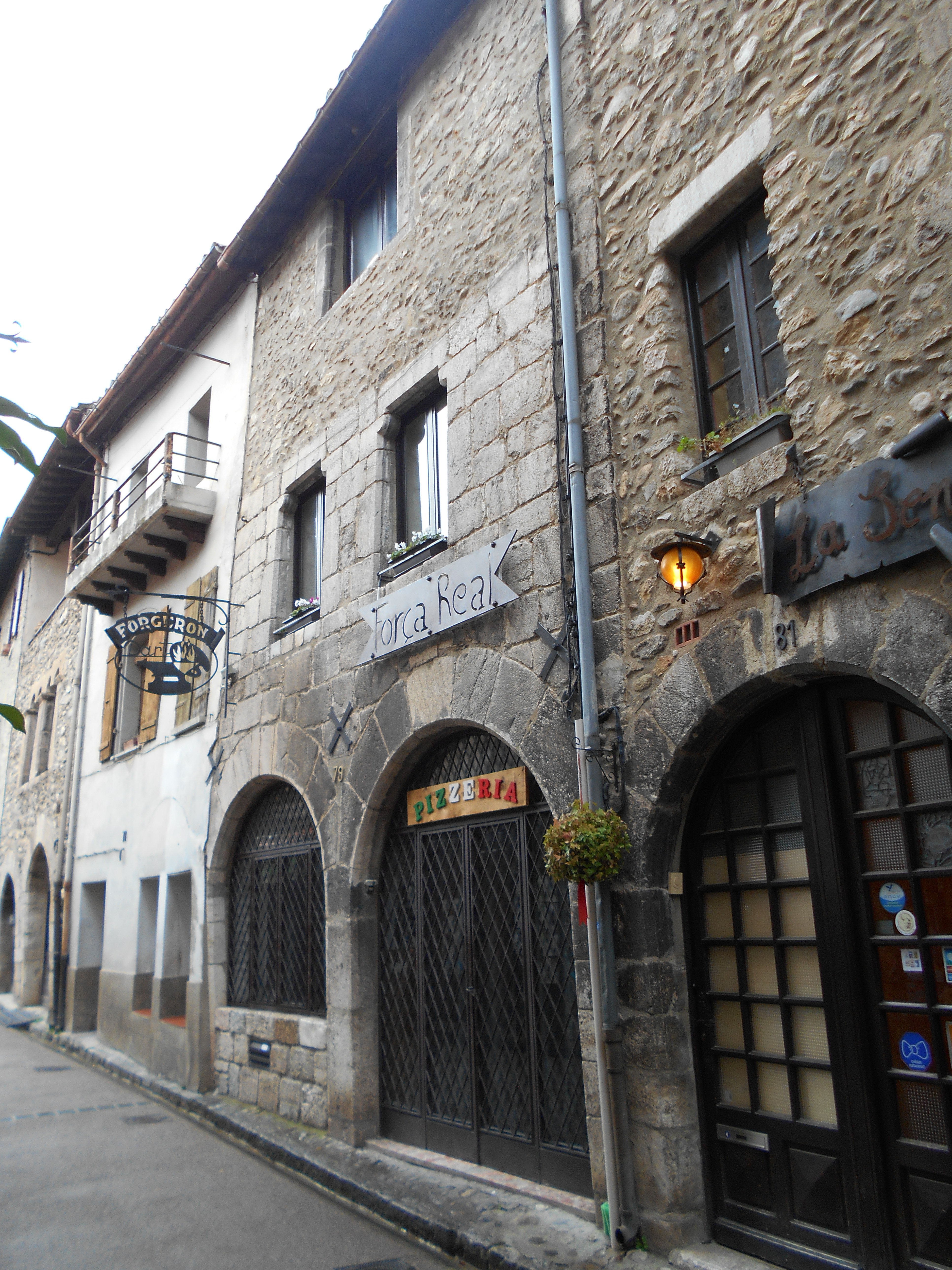
La casa, des de llevant

Com el seu mateix nom indica, està situada en el número 79 del carrer de Sant Joan d'aquesta vila, a la parcel·la cadastral 69.
Va ser construït el segle XIV; té la planta baixa i el primer pis obrats amb pedra tallada, i el segon pis amb mamposteria de còdols. A la façana s'obren dues grans arcades de punt rodó, de 2,20 i 2,40 m d'amplada, la del costat de ponent convertida en finestral: entre les dues es dreça un pilar de 40 cm.
Al primer pis hi ha dues finestres amb llinda damunt de permòdols.